# Liste der Bodendenkmäler in Bernhardswald
Auf dieser Seite sind die Bodendenkmäler in der Oberpfälzer Gemeinde Bernhardswald zusammengestellt. Diese Tabelle ist eine Teilliste der Liste der Bodendenkmäler in Bayern. Grundlage ist die Bayerische Denkmalliste, die auf Basis des Bayerischen Denkmalschutzgesetzes vom 1. Oktober 1973 erstmals erstellt wurde und seither durch das Bayerische Landesamt für Denkmalpflege geführt wird. Die folgenden Angaben ersetzen nicht die rechtsverbindliche Auskunft der Denkmalschutzbehörde.

## Bodendenkmäler in der Gemeinde Bernhardswald

### Bodendenkmäler in der Gemarkung Adlmannstein
| Lage                    | Objekt | Akten-Nr.     | Bild |
| ----------------------- | --- | ------------- | ---- |
| Adlmannstein (Standort) | Mittelalterlicher Burgstall Lichtenberg mit der Katholischen Nebenkirche St. Johannes d. Täufer.                          | D-3-6939-0019 |      |
| Adlmannstein (Standort) | Archäologische Befunde und Funde im Bereich des abgebrochenen Schlosses bzw. der spätmittelalterlichen Burg Adlmannstein. | D-3-6939-0202 |      |
| Adlmannstein (Standort) | Mittelalterlicher Turmhügel.                                                                                              | D-3-6939-0205 |      |

### Bodendenkmäler in der Gemarkung Bernhardswald
| Lage                     | Objekt | Akten-Nr.     | Bild |
| ------------------------ | --- | ------------- | ---- |
| Bernhardswald (Standort) | Massengräber der Schlacht von Schönberg/Wenzenbach (1504). | D-3-6939-0015 |      |
| Bernhardswald (Standort) | Archäologische Befunde und Funde im Bereich des ehemaligen Schlosses mit der ehemalige Schlosskapelle Hl. Kreuz in Bernhardswald, darunter die Spuren der (spät-)mittelalterlichen Burg mit Burgkapelle und Wassergraben. | D-3-6939-0078 |      |

### Bodendenkmäler in der Gemarkung Hackenberg
| Lage                  | Objekt | Akten-Nr.     | Bild |
| --------------------- | --- | ------------- | ---- |
| Hackenberg (Standort) | Archäologische Befunde und Funde im Bereich des ehemaligen Schlosses Hackenberg, zuvor mittelalterliche Burg. | D-3-6839-0079 |      |

### Bodendenkmäler in der Gemarkung Hauzendorf
| Lage                  | Objekt | Akten-Nr.     | Bild |
| --------------------- | --- | ------------- | ---- |
| Hauzendorf (Standort) | Archäologische Befunde und Funde im Bereich des ehemaligen Schlosses in Hauzendorf, zuvor mittelalterliche Burg. | D-3-6839-0077 |      |
| Hauzendorf (Standort) | Frühneuzeitliche Hofwüstung Niederhof.                                                                           | D-3-6839-0083 |      |

### Bodendenkmäler in der Gemarkung Kürn
| Lage            | Objekt | Akten-Nr.     | Bild |
| --------------- | --- | ------------- | ---- |
| Kürn (Standort) | Archäologische Befunde und Funde im Bereich des ehemaligen Schlosses von Kürn, zuvor mittelalterliche Burg.                                                          | D-3-6839-0012 |      |
| Kürn (Standort) | Mindestens eine mittelalterliche oder neuzeitliche Körperbestattung.                                                                                                 | D-3-6839-0029 |      |
| Kürn (Standort) | Mittelalterliche und frühneuzeitliche Wüstung Lieberg. | D-3-6839-0106 |      |
| Kürn (Standort) | Frühneuzeitliche Wüstung Rabenhof. | D-3-6839-0107 |      |
| Kürn (Standort) | Archäologische Befunde und Funde im Bereich der Katholischen Loretokirche Mariä Heimsuchung in Kürn, darunter die Spuren von Vorgängerbauten bzw. älterer Bauphasen. | D-3-6839-0111 |      |
| Kürn (Standort) | Mittelalterliche und frühneuzeitliche Hofwüstung Geishof. | D-3-6839-0133 |      |
| Kürn (Standort) | Mittelalterlicher Burgstall. | D-3-6839-0146 |      |

### Bodendenkmäler in der Gemarkung Lambertsneukirchen
| Lage                          | Objekt | Akten-Nr.     | Bild |
| ----------------------------- | --- | ------------- | ---- |
| Lambertsneukirchen (Standort) | Archäologische Befunde und Funde im Bereich der Katholischen Pfarrkirche St. Lambert in Lambertsneukirchen, darunter die Spuren von Vorgängerbauten bzw. älterer Bauphasen. | D-3-6839-0086 |      |

### Bodendenkmäler in der Gemarkung Pettenreuth
| Lage                   | Objekt | Akten-Nr.     | Bild |
| ---------------------- | --- | ------------- | ---- |
| Pettenreuth (Standort) | Archäologische Befunde und Funde im Bereich der Katholischen Filialkirche St. Leonhard bei Parleithen, darunter die Spuren von Vorgängerbauten bzw. älterer Bauphasen.     | D-3-6839-0101 |      |
| Pettenreuth (Standort) | Archäologische Befunde und Funde im Bereich der Katholischen Pfarrkirche Mariä Himmelfahrt in Pettenreuth, darunter die Spuren von Vorgängerbauten bzw. älterer Bauphasen. | D-3-6839-0102 |      |

### Bodendenkmäler in der Gemarkung Wolfersdorf
| Lage                   | Objekt | Akten-Nr.     | Bild |
| ---------------------- | --- | ------------- | ---- |
| Wolfersdorf (Standort) | Archäologische Befunde und Funde im Bereich des ehemaligen Schlossguts Wolfersdorf, zuvor wohl mittelalterliche Burg. | D-3-6839-0093 |      |

### Bodendenkmäler in der Gemarkung Wulkersdorf
| Lage                   | Objekt | Akten-Nr.     | Bild |
| ---------------------- | --- | ------------- | ---- |
| Wulkersdorf (Standort) | Archäologische Befunde des Mittelalters und der frühen Neuzeit im Bereich des ehemaligen Schlosses in Wulkersdorf. | D-3-6839-0095 |      |